# Sosibia
Sosibia (лат.) — род палочников, насекомых из отряда привиденьевых. Обитают в Южной и Юго-Восточной Азии от Пакистана до юго-восточного Китая и островов Ару в Малайском архипелаге.
Голова короткая, округлая. Оцеллии отсутствуют. Крылья длинные. Ноги относительно короткие. Бёдра передних ног в основании изогнуты. Анальный сегмент самцов поперечный.

## Виды
В роде Sosibia 11 видов:
- Sosibia aurita (Fabricius, 1793)
- Sosibia curtipes (Westwood, 1848)
- Sosibia euryalus (Westwood, 1859)
- Sosibia flavomarginata Chen & He, 2008
- Sosibia guangdongensis Chen & Chen, 2000
- Sosibia medogensis Chen & He, 2004
- Sosibia nigrispina Stål, 1875
- Sosibia passalus (Westwood, 1859)
- Sosibia pholidotus (Westwood, 1859)
- Sosibia qiongensis Ho, 2013
- Sosibia quadrispinosa Redtenbacher, 1908